# Bojowa Organizacja Ludowa (Włocławek)
Bojowa Organizacja Ludowa (BOL) – polska wojskowa organizacja konspiracyjna działająca prawdopodobnie od początku 1940 do połowy 1943 we Włocławku i powiecie włocławskim.
Utworzona została prawdopodobnie 17 stycznia 1940 we Włocławku. Na jej czele stał ppłk Florian Sokołowski ps. "Wandalin", szefem sztabu był por. Henryk Gluss-Brudziński. Członków przyjmowano spośród byłych wojskowych. Prowadzono głównie działalność związaną z samopomocą, szkoleniem wojskowym i wywiadem na potrzeby walki bieżącej i przewidywanej przyszłej akcji wojskowej. W kwietniu 1943 BOL podporządkowała się Armii Krajowej i weszła w skład Inspektoratu Rejonowego Włocławek AK. Latem 1943 doszło do aresztowań bardzo wielu jej członków.